# 勒博塞
勒博塞（法語：Le Beausset，法語發音：[lə bosɛ]）是法国普罗旺斯-阿尔卑斯-蓝色海岸大区瓦尔省的一个市镇，属于土伦区。

## 地理
勒博塞（43°11'54"N, 5°48'10"E）面积35.95 平方千米，位于法国普罗旺斯-阿尔卑斯-蓝色海岸大区瓦尔省，该省份为法国东南部沿海省份，北起上普罗旺斯阿尔卑斯省，西北角与沃克吕兹省接壤，西接罗讷河口省，南濒地中海，东临滨海阿尔卑斯省。
与勒博塞接壤的市镇（或旧市镇、城区）包括：勒卡斯特莱、埃沃诺斯、滨海萨纳里、锡涅。

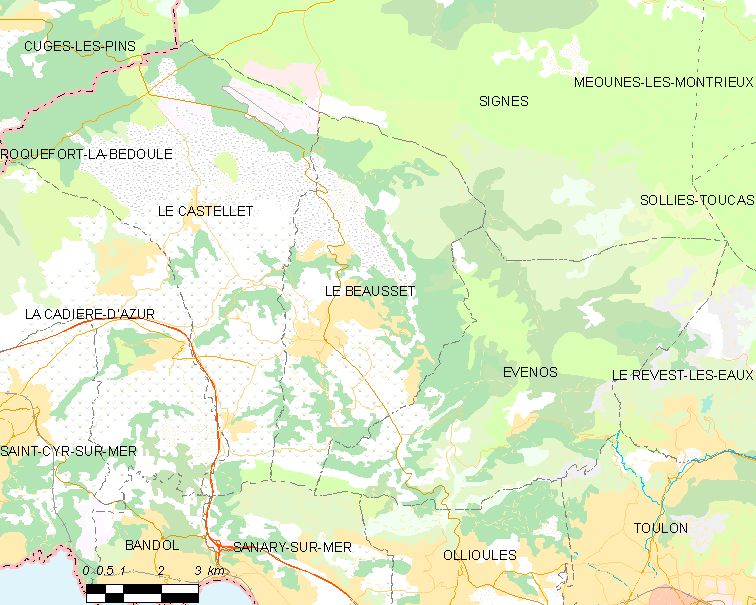
勒博塞的OSM定位图

勒博塞的时区为UTC+01:00、UTC+02:00（夏令时）。

## 行政
勒博塞的邮政编码为83330，INSEE市镇编码为83016。

## 政治
勒博塞所属的省级选区为滨海圣西尔县。

## 人口

1962-2008年间勒博塞人口变化图示

勒博塞于2022年1月1日时的人口数量为10098人。